# Йордан Касабов (офицер)
 Тази статия е за генерал-майора от Държавна сигурност.  За физика вижте Йордан Касабов.  
Йордан Димитров Касабов е български офицер, генерал-майор от Държавна сигурност.

## Биография
Роден е на 30 октомври 1928 г. в село Веренци, Османпазарско. През 1948 г. завършва средно реално образование. От 1948 до 1949 г. учи радио разузнаване в Школата за запасни офицери. Влиза в системата на МВР и изкарва тримесечен курс в Школата „Георги Димитров“ от 1 юли до 5 октомври 1950 г.
Започва службата си като младши разузнавач към отдел X-ВКР на Държавна сигурност в първи армейски свързочен полк. От 4 октомври 1950 г. е разузнавач и взводен командир в тринадесети стрелкови полк. От 1953 г. е член на БКП. От 1952 до 1955 г. работи в отдела на ДС към Областното и окръжното управление на МВР-Благоевград като тръгва от старши разузнавач и стига до позицията на изпълняващ длъжността началник на отделение. След това заминава за Шумен, където е началник на 3-то отделение на ДС към МВР-Шумен. От 1965 до 1966 г. изкарва едногодишен курс в школата на КГБ в Москва. През 1969 г. става първи заместник-началник по ДС към Окръжното управление на МВР-Шумен. През 1972 г. учи няколко месеца в АОНСУ, а през 1976 г. изкарва двумесеч курс в школата на КГБ в Москва. От 1975 до 1988 г. е началник на Окръжното управление в Шумен. След това до пенсионирането си на 1 юни 1990 г. е началник на Областното управление на МВР-Разград. Умира на 20 януари 2019 г. след като се прострелва в главата с пистолет.
Написва мемоари „Тайните на контраразузнавача“, издадени през 1993 г.

## Офицерски звания в системата на ДС
- младши лейтенант – от 24 юли 1950
- лейтенант – от 7 септември 1951
- старши лейтенант – 25 август 1954
- капитан – от 28 август 1957
- майор – от 7 септември 1961
- подполковник – от 9 август 1966
- полковник – от 27 август 1969
- генерал-майор – от 7 септември 1986

## Награди
- Медал „МВР“ – III (1961), II (1966), I степен (1970)
- Орден „Червено знаме“ (между 1964 и 1967)
- Орден „Народна република България“, II (1983) и I степен (1986, за принос във Възродителния процес)